# Danilo Martelli
Danilo Martelli (Castellucchio, 27 maggio 1923 – Superga, 4 maggio 1949) è stato un calciatore italiano, di ruoli centrocampista e difensore. Morì, assieme ai compagni di squadra e ad alcuni dirigenti, nella tragedia di Superga.

## Caratteristiche tecniche
Era un mediano che giocava anche come terzino su entrambe le fasce.

## Carriera
Esordì con il Marzotto Manerbio in serie C, nella stagione 1940-41; passò poi al Brescia con cui disputò due stagioni di Serie B dimostrando anche una certa propensione al gol. Nel 1943 le rondinelle conquistarono la promozione in massima serie, ma poterono giocare solo al termine della Seconda guerra mondiale, nel primo campionato postbellico, con due gironi regionali. Il Brescia ottenne il quarto posto nel girone dell'Alta Italia, perdendo poi lo spareggio con il Milan per il girone finale. Tuttavia Martelli si mise in luce e fu notato dai dirigenti granata, per cui raggiunse il Torino nel 1946.
Insieme a Valerio Bacigalupo e Mario Rigamonti faceva parte del famigerato Trio Nizza, tre giocatori del Grande Torino che vivevano insieme in un piccolo appartamento in via Nizza a Torino. Fu al centro di un fatto curioso: il Toro aveva necessità di vendere qualcuno per riassestare le proprie finanze e aveva pensato di cedere Martelli, nuovo astro nascente e appetito da molte squadre. I suoi compagni organizzarono una specie di autotassazione per arrivare alla metà della cifra che l'avrebbero pagato le altre squadre, pur di far rimanere Danilo in granata.
Con le sue 72 presenze e 10 reti, contribuì agli scudetti del Grande Torino degli anni 1947, 1948 e 1949. Valentino Mazzola gli consigliava sempre di essere «più cattivo». Amava cantare, era la sua seconda passione. Aveva cantato anche alla radio: «Non si sa mai, se Novo non mi volesse più e quando smetterò di prendere a calci il pallone...!». Martelli è sepolto presso il cimitero del suo paese natale, Castellucchio.

## Riconoscimenti
Lo stadio di Mantova gli è stato intitolato dopo la tragedia di Superga.
In seguito, due squadre di calcio della provincia di Cremona (Piadena) e Mantova (Castellucchio), nacquero o cambiarono denominazione per ricordare il suo passato calcistico: il G.S. Danilo Martelli di Piadena perché nel tornare a casa a Castellucchio prendeva il treno a Brescia e scendeva a Piadena dove era legato a molti amici ed ex compagni di squadra con cui durante l'estate giocò diversi tornei; la U.S. Danilo Martelli di Castellucchio, sua città natale.

## Palmarès
- Campionato italiano: 3

Torino: 1946-1947, 1947-1948, 1948-1949